# Upplands runinskrifter 10
Upplands runinskrifter 10 är en vikingatida runsten av röd sandsten som sedan 1920 finns i Adelsö kyrka, Adelsö socken och Ekerö kommun. Stenens höjd är 0,93 meter och dess bredd 0,42 meter.

## Se även

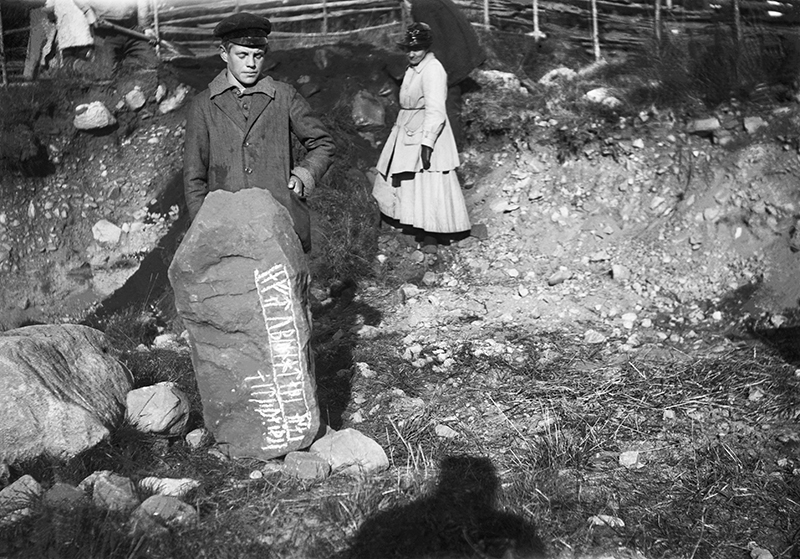
U 10 vid fyndplatsen i Dalby.

## Inskriften
Translitterering av runraden:
aft ybi sonti st(a)(i)n saʀ ak lki kaʀþi f...
Normalisering till runsvenska:
Aft Øpi standi stæinn saʀ ok Lokki(?) gærði ...
Översättning till nusvenska:
Efter Öpir må denna sten stå, och Lokki(?) gjorde ...